# Dioclea ornithoryncha
Dioclea ornithoryncha är en ärtväxtart som beskrevs av Henry Hurd Rusby. Dioclea ornithoryncha ingår i släktet Dioclea och familjen ärtväxter. Inga underarter finns listade i Catalogue of Life.